# Homofonia
|  | No s'ha de confondre amb homòfon. |

En música, homofonia, del grec "homófonos", en què ομοιο = igual, i φωνή = so) és una textura en la qual dues o més veus o parts es mouen juntes en harmonia, de manera que la relació que es crea entre elles és la de la formació d'acords. Això és diferent de la polifonia en la qual unes parts o veus es mouen amb independència de les altres, i de la monodia en la qual les parts (si n'hi ha més d'una) es mouen amb el mateix ritme i a altures paral·leles. Una textura homofònica també és homorítmica (o bé utilitza "ritmes molt semblants entre ells"). No obstant això, en una "homofonia de predomini melòdic", hi ha una veu, sovint la més aguda, que interpreta una melodia fàcilment identificable, i que és la principal, mentre que les altres veus treballen conjuntament per articular una harmonia subjacent. Inicialment, a l'antiga Grècia, el mot homofonia indicava una música en la qual una sola melodia era interpretada per dues o més veus a l'uníson o per octaves, és a dir, com una monodia a diverses veus.

## Història

### Homofonia a la música occidental
Si bé es poden, el primer exemple anotats daten de l'edat mitjana i corresponen a música de dansa com l'estampida. No obstant això, atès que la producció de manuscrits era costosa, molt poca música homofònica medieval va ser escrita, i la major part de la música que es conserva d'aquell període és monòdica. Semblantment també es deixà poca escrita poca música homofònica en el Renaixement.
L'homofonia va aparèixer com una de les textures predominants en la música occidental durant el Barroc, a començaments del segle xvii quan els entre els compositors es va generalitzar el costum de compondre amb el concepte de l'harmonia vertical al cap, i el baix continu homofònic va esdevenir un dels trets característics i definidors de l'estil. Els arranjaments de corals a quatre veus (soprano, contralt, tenor i baix) van esdevenir la norma en la música occidental des de llavors. L'homofonia va començar apareixent a la música religiosa substituint a la polifonia i la monodia, i es difongué cap a la música profana, per a la qual avui en dia encara és una de les formes estàndard d'arranjament.
En la música contemporània, algunes de les figures d'acompanyament orientades vers l'acord triada tals com el Baix Alberti han desaparegut de l'escena compositiva i, més que no pas la tradicional interdependència d'altures melòdiques i acordals que comparteixen una mateixa base tonal, es troba a voltes una clara distinció entre els materials de la melodia i els de l'harmonia, que normalment eviten les duplicacions. No obstant això, alguns artefactes tradicionals com la repetició d'acords encara s'utilitzen.
El Jazz i altres formes de la música popular moderna normalment són homofòniques seguint progressions d'acords damunt de les quals els intèrprets toquen una melodia o improvisen.

### Homofonia en la música no occidental
L'homofonia ha aparegut en moltes cultures no occidentals, potser sobretot a les regions en les quals s'ha cultivat la música vocal col·lectiva. Quan l'explorador Vasco de Gama va arriba a Àfrica occidental el 1497, va fer referència a la música que hi va sentir com que tenia un "dolça harmonia". Tot i que el concepte d'harmonia que es tenia a l'època no era necessàriament el concepte d'homofonia que tenen avui els estudiosos, normalment s'accepta que les harmonies homofòniques vocals són habituals a la música africana actual, en la qual els cantants es mouen per terceres o quartes paral·leles. Per exemple, els Fang de Gabon han utilitzat l'homofonia en algunes de llurs músiques. A la música indonèsia oriental (és a dir, a la música de Toraja al sud de Sulawesi, a Flores, a l'est de Kalimantan i al nord de Sulawesi són habituals les homofonies a dues veus, normalment en intervals de terceres, quartes o quintes. A més, la major part de la música de l'orient mitjà generalment és homofònica, tot i que la polifonia també n'és una textura important; per la seva banda la música xinesa generalment és considerada homofònica atès que el més típic és que els instruments facin un acompanyament en quartes o quintes paral·leles i sovint doblen la veu en la música vocal, però l'heterofonia també hi és molt comuna.

## L'homofonia dominada per la melodia

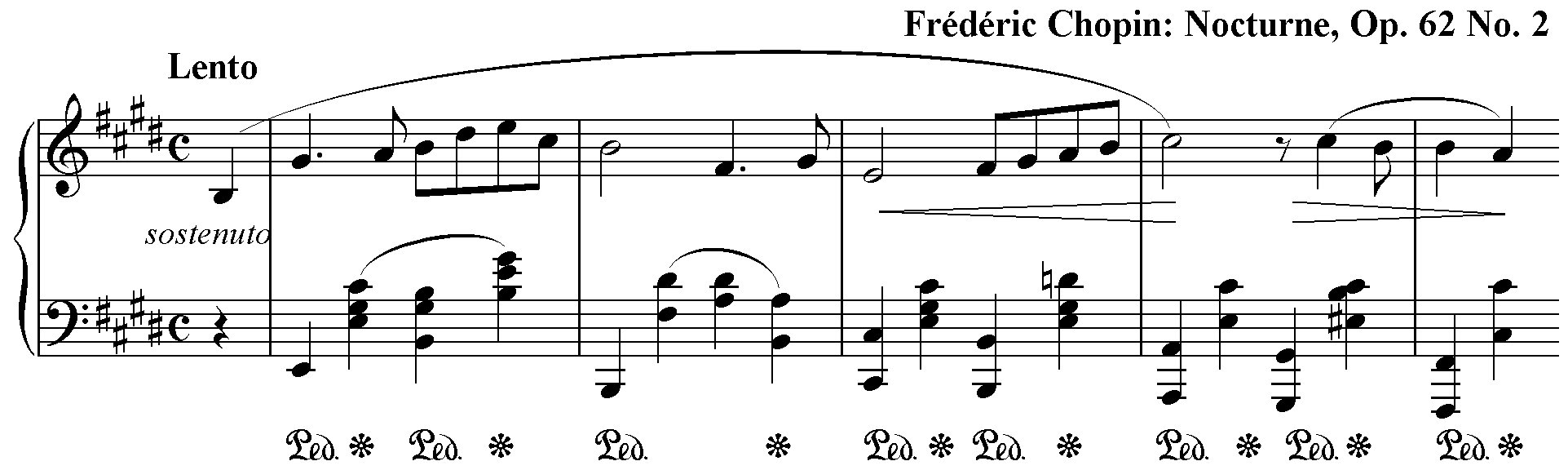
Homofonia dominada per la melodia en el Nocturn en mi Op. 62 número 2 de Chopin. La mà esquerra (en clau de fa) forneix un suport acordal a la melodia que interpreta la mà dreta (en clau de sol).

A l'homofonia dominada per la melodia les veus acompanyants forneixen un suport acordal a la veu principal, que assumeix la melodia. La major part de la música popular actual presenta aquest tipus de textura: la veu hi pren el paper principal i els instruments com el piano, la guitarra o el baix elèctric normalment acompanyen la veu. En molts casos els instruments també prenen un paper dominant i sovint aquest paper principal passa d'una veu o instrument a un altre a través de les diferents estrofes.
La monodia és semblant a l'homofonia dominada per la melodia en tant que una veu esdevé la part melòdica mentre que les altres assumeixen l'harmonia subjacent. Però la monodia es caracteritza per una sola veu amb un acompanyament instrumental que –en el cas que hi sigui- dobla la veu, mentre que l'homofonia dominada per la melodia es refereix a una categoria més àmplia de música homofònica que inclou música per a diverses veus, i no sols obres per a veu solista, com era la tradició de la monodia italiana de principis del segle xvii.